# Commodore Amiga 3000

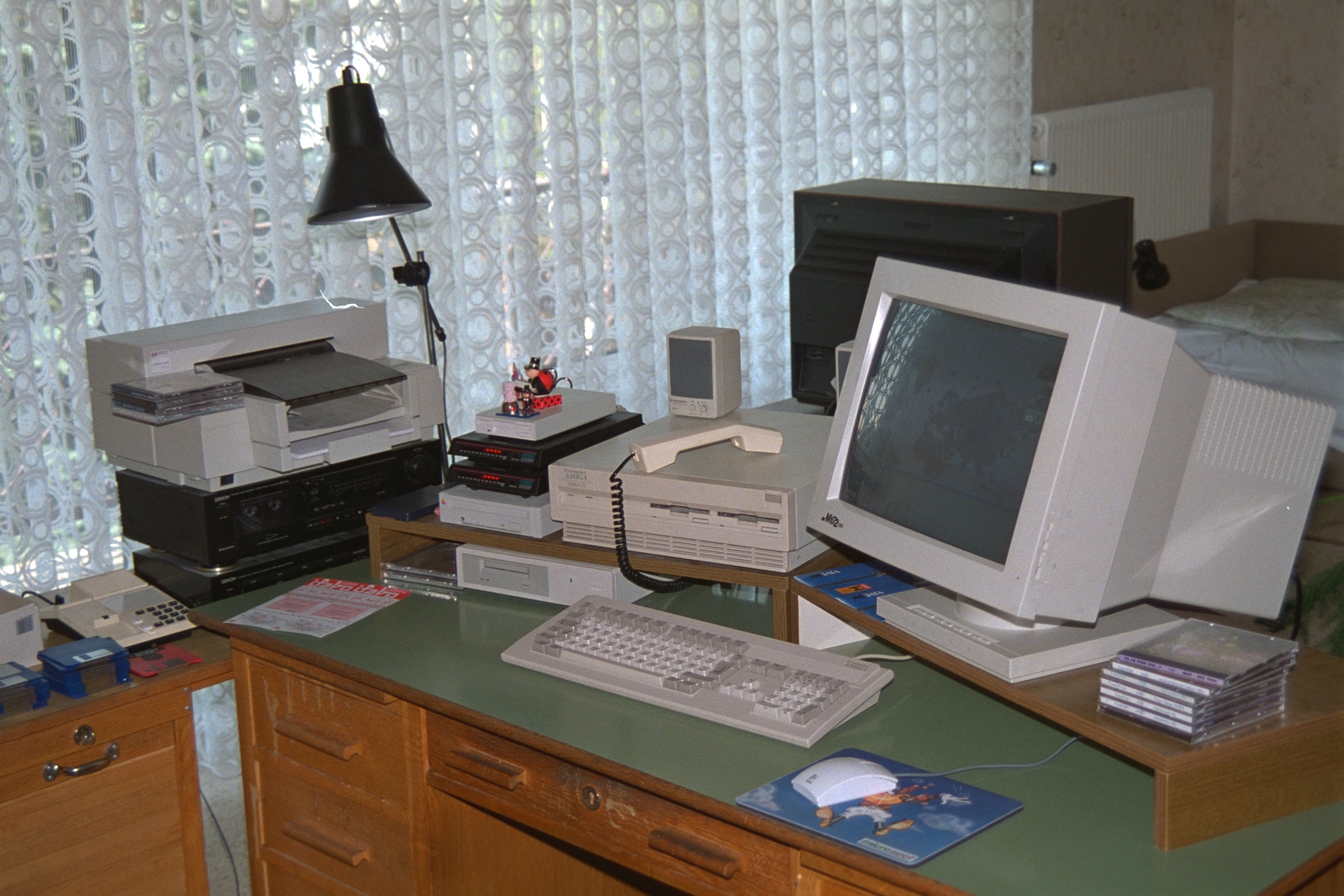
Amiga 3000 UX corriendo una BBS de dos líneas.

El Commodore Amiga 3000, o A3000, fue una propuesta más seria para construir un ordenador multimedia profesional que el anterior A2000. Fue lanzado por Commodore en 1990.
El Amiga 3000 se presentaba en una carcasa de sobremesa con un teclado separado.

## Especificaciones técnicas
- CPU: Motorola 68030 a 16 MHz o 25 MHz (El modelo a 16 MHz dejó de fabricarse al poco de lanzarlo).
- Memoria RAM: 2 MB de memoria (configurado como 1 MB de CHIP RAM y 1 MB de FAST RAM), ampliable a un total de 18 MB en placa.
- FPU: un coprocesador a 68881 o 68882 (El modelo a 16 MHz viene con el 68881, el de 25 MHz con un 68882)
- Chipset ECS.
- Interfaz SCSI con un disco duro de 3.5" Quantum LPS40S (40MB), LPS52S (50MB) o LPS105S (100MB).
- Un 'flicker fixer' incluido en el chip Amber que permite el uso de un monitor VGA.

Puede incrementarse la memoria Fast RAM añadiendo chips ZIP DRAM, que son notoriamente difíciles de fijar (y ahora de encontrar), y están disponibles en dos variedades, Page Mode o Static Column.
Otros modelos son el Commodore Amiga 3000UX que trae UNIX System V Release 4 como sistema operativo, y el Commodore Amiga 3000T tower computer.
Una versión mejorada, el Amiga 3000+, con el chipset AGA y un chip AT&T DSP se produjo a nivel de prototipo, pero nunca fue vendido, siendo reemplazada toda la gama por el Commodore Amiga 4000, más barato de producir. Un compromiso en el A4000 fue el uso de memoria de PC compatible. Esto redundó en un acceso de memoria un 50% más lento (para idéntica frecuencia de reloj) en comparación con el A3000.
- Datos: Q471127
- Multimedia: Amiga 3000 / Q471127